# KV55
O túmulo KV55 (acrônimo de "King's Valley #55"), no Vale dos Reis em Egito, foi descoberto por por Edward R. Ayrton em 6 de janeiro de 1907, sob o patrocínio de Theodore M. Davis que publicou uma nota da escavação (The Tomb of Queen Tîyi) em 1910.
A KV55 é um sítio arqueológico problemático da décima oitava dinastia. Ela pode ter sido usada para muitos enterros, mas é mais frequentemente atribuída primeiramente a rainha Tiy, baseando-se em madeiras de um santuário dedicado a ela encontradas no túmulo. Tiy foi possivelmente colocada aqui depois do abandono da cidade Aquetaton, no fim do reinado de Aquenáton, e depois sido movida para a KV35.
A múmia encontrada nesta tumba pode também ser de seu filho, o faraó Aquenáton, ou talvez de seu sucessor Semencaré.

## A tumba

Tomb layout of KV55
A - Entrada
B - Corredor
J - Câmara do sarcófago
Ja - Câmara anexa

A KV55 é uma tumba real relativamente pequena, sua extensão total mede apenas 27,61 m. Está localizada imediatamente adjacente a KV6 (tumba de Ramessés IX) e quase em frente a KV7 (tumba de Ramessés II).
Sua entrada, virada para o leste, segue para uma escadaria e, então, para um corredor levemente descendente acabando na câmara do sarcófago. Na parede sul da câmara do sarcófago há uma pequena câmara anexa, e marcas vermelhas de alvenaria indicam que ali seria aberta uma outra câmara, que deixaria a tumba com uma planta similar a de Tutancâmon (KV62). As paredes são rebocadas e não decoradas, atípico para uma tumba real.
Esta tumba foi muito danificada na antiguidade tornando sua interpretação e estudo muito difíceis. Além de terem, talvez, sido depredadas na antiguidade para apagar a memória de Aquenáton, ela também foi danificada quando da construção da tumba próxima KV6, durante a vigésima dinastia

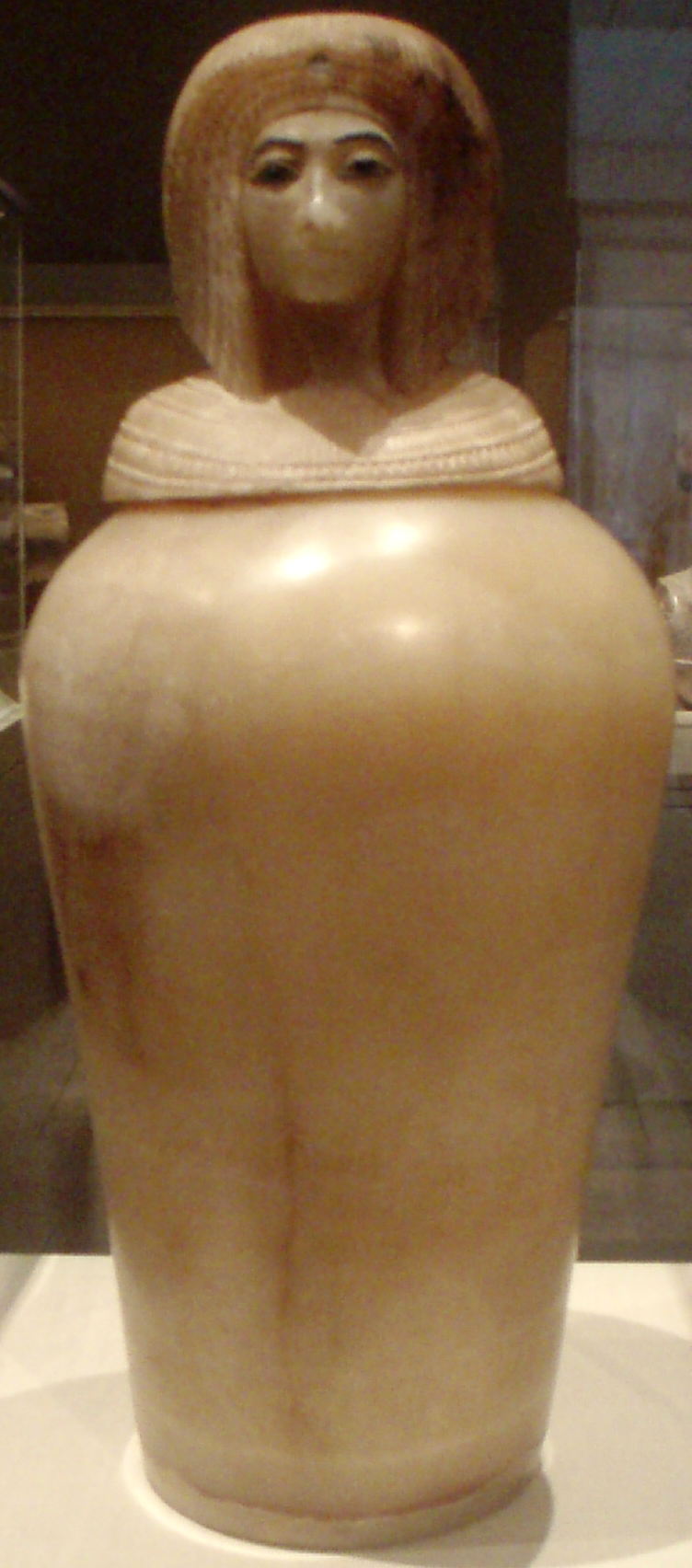
Um dos quatro vasos canopo encontrados na KV55, que se pensa ter o formato do rosto da rainha Kiya, esposa de Aquenáton.

As evidências dentro da tumba complicam ainda mais sua atribuição. A porta tem selos contendo o nome de Tutancâmon. Os vasos canopo encontrados assemelham-se fortemente às feições de uma esposa de menor importância de Aquenáton, Kiya. Pedaços do santuário quebrado apresentam o nome e representações da mãe de Aquenáton, a rainha Tiy. O próprio nome de Aquenáton aparece em uma série de "tijolos mágicos" encontrados na tumba, e em outras peças aparece o nome de Amenófis III, predecessor de Aquenáton, de sua filha e esposa Sitamon. Todos esses achados remetem a grades figuras do período Amarna, no qual Aquenáton tentou acabar com o politeísmo egípcio, daí o nome popular da tumba "O Depósito de Amarna".
Acredita-se que a tumba foi construída inicialmente para um enterro privado e individual, e então foi assumida, por intermédio de um membro real, como uma possível tumba de Tutancâmon.

## Identificação da múmia
Entretanto, quando a tumba foi aberta em janeiro de 1907, uma única múmia masculina foi encontrada. Alguns acreditarem ser a múmia de Aquenáton, por causa da presença de alguns itens funerários do mesmo (principalmente tijolos mágicos e representações do deus Aton, em que ainda podia ser visto algo parecido com a silhueta de Aquentaton) e também pelo vandalismo ocorrido no sarcófago, já que Aquenáton era tido como um faraó herético.
A cartela com o nome da múmia estava destruída, ao contrário de outras mencionando o nome da rainha Tiy, e o Uraeus, adorno em forma de serpente, havia sido removido da múmia. Ainda, a múmia tinha várias características similares com a de Tutancâmon - lábio leporino, o crânio alongado e ligeira escoliose, bem como o quadril largo. Ou seja, esta múmia poderia ser a múmia perdida de Aquenáton, transferida para o Vale dos Reis no reinado de seu possível filho, que seria o pequeno Tutancâmon.

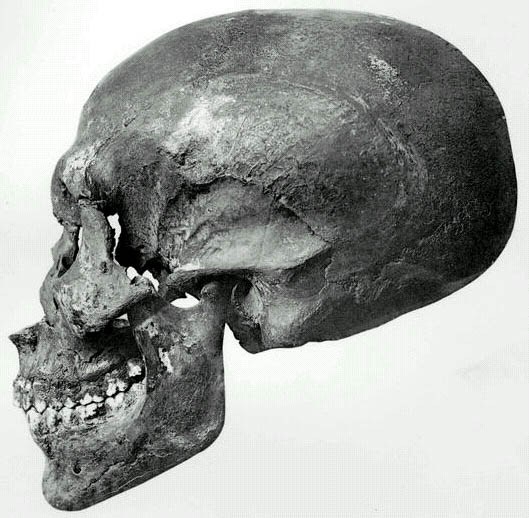
Crânio encontrado na KV55.

Porém, exames recentes  estimaram que a pessoa mumificad morreu com aproximadamente 20 anos, muito jovem para ser Aquenáton. Outros, porém, deduziram, a partir da dentição, a idade de 30 anos para a múmia, o que estaria de acordo com a idade de Aquenáton. Apesar de não haver nada confirmado eficientemente ainda, ambas as estimativas destroem a possibilidade de a múmia ser Semencaré.

### Teoria de Nicholas Reeves
Um outra possibilidade, sugerida por Nicholas Reeves, um consagrado egiptólogo, diz que Aquenáton e sua mãe, Tiy, foram originalmente enterrados na capital de Aquenáton, Aquetaton (atualmente conhecida como Tell el-Amarna), mas as múmias foram movidas para a KV55 na época do abandono de Aquetaton, durante o reinado de Tutancâmon, filho de Aquenáton com sua segunda esposa, Kiya. A porta foi então selada com o nome de Tutancâmon. Ali permaneceram as duas múmias por mais de 200 anos até serem redescobertas por trabalhadores que construíam a tumba de Ramessés IX, próxima a esta. E, naquela época, como Aquenáton era tido como o "Rei Herético", tiraram o sarcófago da rainha Tiy de perto de sua presença suja, exceto pelo seu santuário dourado que teria de ser desmontado para a sua remoção. A imagem de Aquenáton foi tirada do santuário. E então, a máscara dourada foi retirada do sarcófago de Aquenáton e os hieróglifos que identificavam-no foram apagados fadando, conseqüentemente, seu ocupante ao esquecimento. E, como um insulto final, uma grande pedra foi deixada sobre o sarcófago.
Em 1923, Harry Burton, usou a KV55 como uma câmara escura para revelar as fotografias de Howard Carter documentando a escavação da tumba de Tutancâmon